# Niewiarowo-Przybki
Niewiarowo-Przybki – wieś w Polsce położona w województwie podlaskim, w powiecie siemiatyckim, w gminie Grodzisk.
W latach 1975–1998 miejscowość administracyjnie należała do województwa białostockiego.
Wierni kościoła rzymskokatolickiego należą do parafii Narodzenia Najświętszej Maryi Panny w Ostrożanach.